# Requejo (Zamora)
Requejo (en senabrés Requeixu) es un municipio y localidad española de la provincia de Zamora, en la comunidad autónoma de Castilla y León.
Se encuentra ubicado en la comarca de Sanabria, al noroeste de la provincia. Destaca por su patrimonio monumental, paisajístico y medioambiental, en especial por su bosque de enormes tejos denominado "bosque del Tejedelo", situado en las proximidades del pueblo y que milagrosamente se ha salvado de los innumerables incendios que asolan esta comarca.
Requejo se encuentra en la ruta de peregrinación a Santiago de Compostela en el Camino Sanabrés o Camino Mozárabe. Cuenta para reposo del peregrino con varios albergues, tanto privados como municipales, así como varios lugares de restauración y comercio

## Geografía

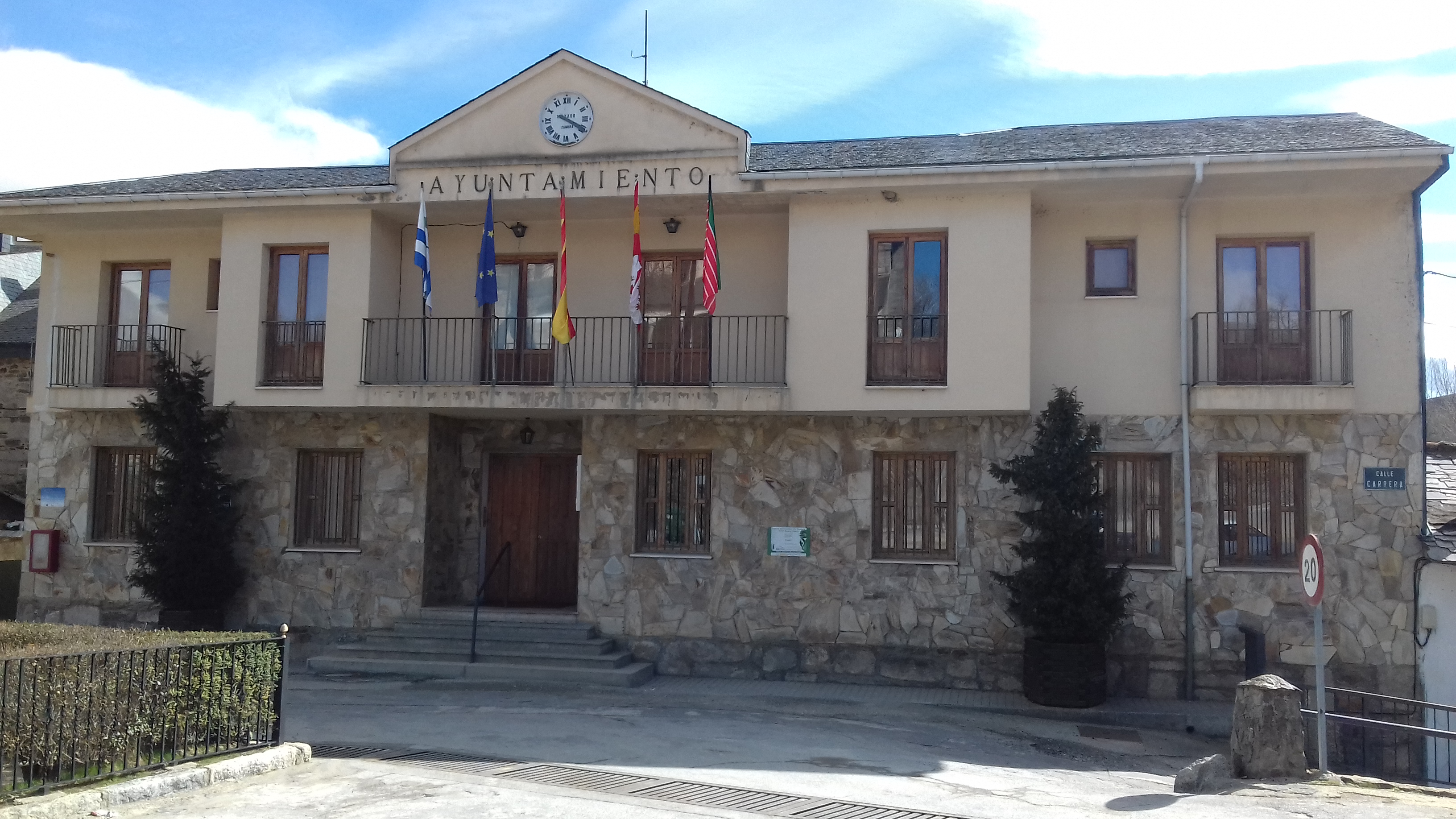
Casa consistorial

Integrado en la comarca de Sanabria, se sitúa a 122 kilómetros de la capital zamorana. El término municipal está atravesado por la autovía de las Rías Bajas A-52 entre los puntos kilométricos 91 y 97, además de por la carretera nacional N-525 que discurre paralela a la anterior. 
El relieve del municipio es fundamentalmente montañoso, con el valle del río Requejo que separa las montañas de la sierra Segundera al norte y de la sierra de la Parada al sur. La altitud del territorio oscila entre los 1843 metros al noroeste, en la sierra Segundera, y los 940 metros a orillas del río Requejo. Las elevaciones más destacables del municipio son el Alto de la Ciscarra (1411 m), el pico Lamaobellas (1496 m) y el pico Los Lornos (1601 m). El pueblo se alza a 1009 metros sobre el nivel del mar. 
| Noroeste: Porto      | Norte: Porto y Cobreros | Noreste: Cobreros                        |
| Oeste: Lubián        |                         | Este: Cobreros y Pedralba de la Pradería |
| Suroeste: Hermisende | Sur: Portugal           | Sureste: Pedralba de la Pradería         |

### Clima
| Parámetros climáticos promedio de Requejo (Zamora) en el periodo 1961-2003 | Parámetros climáticos promedio de Requejo (Zamora) en el periodo 1961-2003 | Parámetros climáticos promedio de Requejo (Zamora) en el periodo 1961-2003 | Parámetros climáticos promedio de Requejo (Zamora) en el periodo 1961-2003 | Parámetros climáticos promedio de Requejo (Zamora) en el periodo 1961-2003 | Parámetros climáticos promedio de Requejo (Zamora) en el periodo 1961-2003 | Parámetros climáticos promedio de Requejo (Zamora) en el periodo 1961-2003 | Parámetros climáticos promedio de Requejo (Zamora) en el periodo 1961-2003 | Parámetros climáticos promedio de Requejo (Zamora) en el periodo 1961-2003 | Parámetros climáticos promedio de Requejo (Zamora) en el periodo 1961-2003 | Parámetros climáticos promedio de Requejo (Zamora) en el periodo 1961-2003 | Parámetros climáticos promedio de Requejo (Zamora) en el periodo 1961-2003 | Parámetros climáticos promedio de Requejo (Zamora) en el periodo 1961-2003 | Parámetros climáticos promedio de Requejo (Zamora) en el periodo 1961-2003 |
| Mes | Ene.                                                                       | Feb.                                                                       | Mar.                                                                       | Abr.                                                                       | May.                                                                       | Jun.                                                                       | Jul.                                                                       | Ago.                                                                       | Sep.                                                                       | Oct.                                                                       | Nov.                                                                       | Dic.                                                                       | Anual                                                                      |
| --- | -------------------------------------------------------------------------- | -------------------------------------------------------------------------- | -------------------------------------------------------------------------- | -------------------------------------------------------------------------- | -------------------------------------------------------------------------- | -------------------------------------------------------------------------- | -------------------------------------------------------------------------- | -------------------------------------------------------------------------- | -------------------------------------------------------------------------- | -------------------------------------------------------------------------- | -------------------------------------------------------------------------- | -------------------------------------------------------------------------- | -------------------------------------------------------------------------- |
| Precipitación total (mm) | 206                                                                        | 177                                                                        | 135                                                                        |                                                                            | 93.5                                                                       | 51.9                                                                       | 38.2                                                                       | 37.1                                                                       | 79.7                                                                       | 141.8                                                                      | 168.9                                                                      | 208.3                                                                      | 1337.4                                                                     |
| Fuente: Ministerio de Agricultura, Alimentación y Medio Ambiente. Datos de precipitación para el periodo 1961-1979 y de temperatura para el periodo 1961-2003 en Puente de Sanabria 11 de octubre de 2012 |                                                                            |                                                                            |                                                                            |                                                                            |                                                                            |                                                                            |                                                                            |                                                                            |                                                                            |                                                                            |                                                                            |                                                                            |                                                                            |

### Flora y fauna
Tiene grandes masas forestales de robles y de escobas (retamas), destacando el Tejedelo, bosque con tejos y castaños de más de mil años de edad. Está declarado Lugar de Interés Comunitario (LIC)  y forma parte de la Red Natura 2000.

## Historia

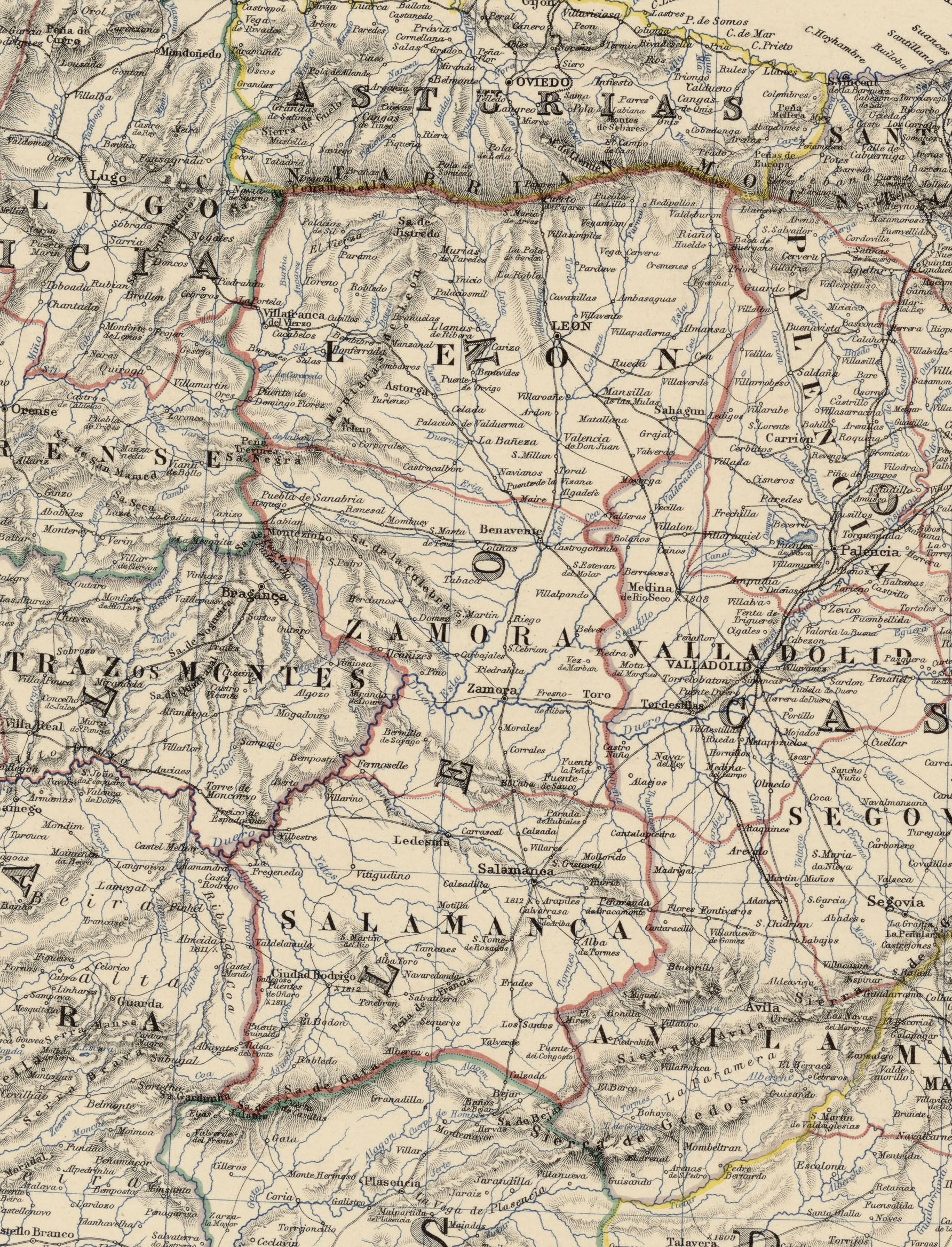
Detalle del mapa Spain & Portugal, realizado en 1864 por Keith Johnston, en el que se puede observar Requejo.

Durante la Edad Media Requejo quedó integrado en el Reino de León, cuyos monarcas habrían acometido la repoblación de la localidad dentro del proceso repoblador llevado a cabo en Sanabria. Tras la independencia de Portugal del reino leonés en 1143 Requejo habría sufrido por su situación geográfica los conflictos entre los reinos leonés y portugués por el control de esta zona de la frontera, quedando estabilizada la situación a inicios del siglo XIII.
Posteriormente, en la Edad Moderna, Requejo fue una de las localidades que se integraron en la provincia de las Tierras del Conde de Benavente y dentro de esta en la receptoría de Sanabria. No obstante, al reestructurarse las provincias y crearse las actuales en 1833, Requejo pasó a formar parte de la provincia de Zamora, dentro de la Región Leonesa,  quedando integrado en 1834 en el partido judicial de Puebla de Sanabria.

## Geografía humana

### Demografía
Cuenta con una población de 111 habitantes (INE 2024).
| Gráfica de evolución demográfica de Requejo entre 1842 y 2021                                                         |
| |
| Población de derecho según los censos de población del INE. Población de hecho según los censos de población del INE. |

## Símbolos
El pleno del ayuntamiento de Requejo, en sesión celebrada por el mismo el día 26 de octubre de 2001, acordó aprobar el escudo heráldico y la bandera municipal, con la siguiente descripción:
Escudo
Escudo medio partido y cortado 1.º de oro,tres tejos de sinople, frutados de púrpura, puestos dos y uno. 2.º de plata parrilla de sable. 3.º de azur, faja ondada de plata. Al timbre corona real cerrada.
Bandera
Bandera rectangular de proporciones 2:3, formada por cuatro franjas horizontales y proporciones 1/2, 1/6, 1/6 y 1/6, siendo blanca con tres tejos verdes frutados de púrpura la superior y azul, blanca y azul las otras tres.

## Galería

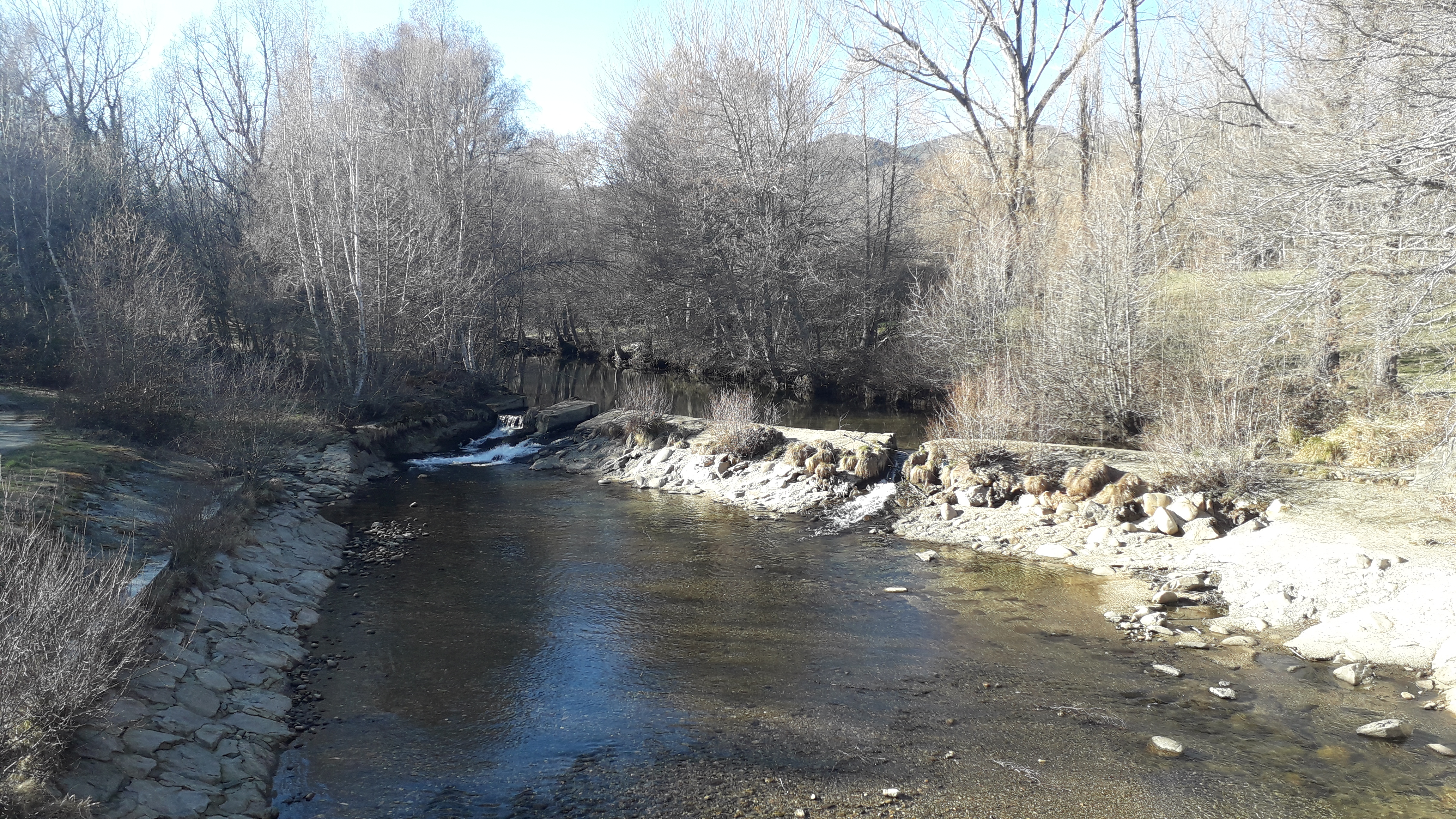
Playa fluvial de Requejo.
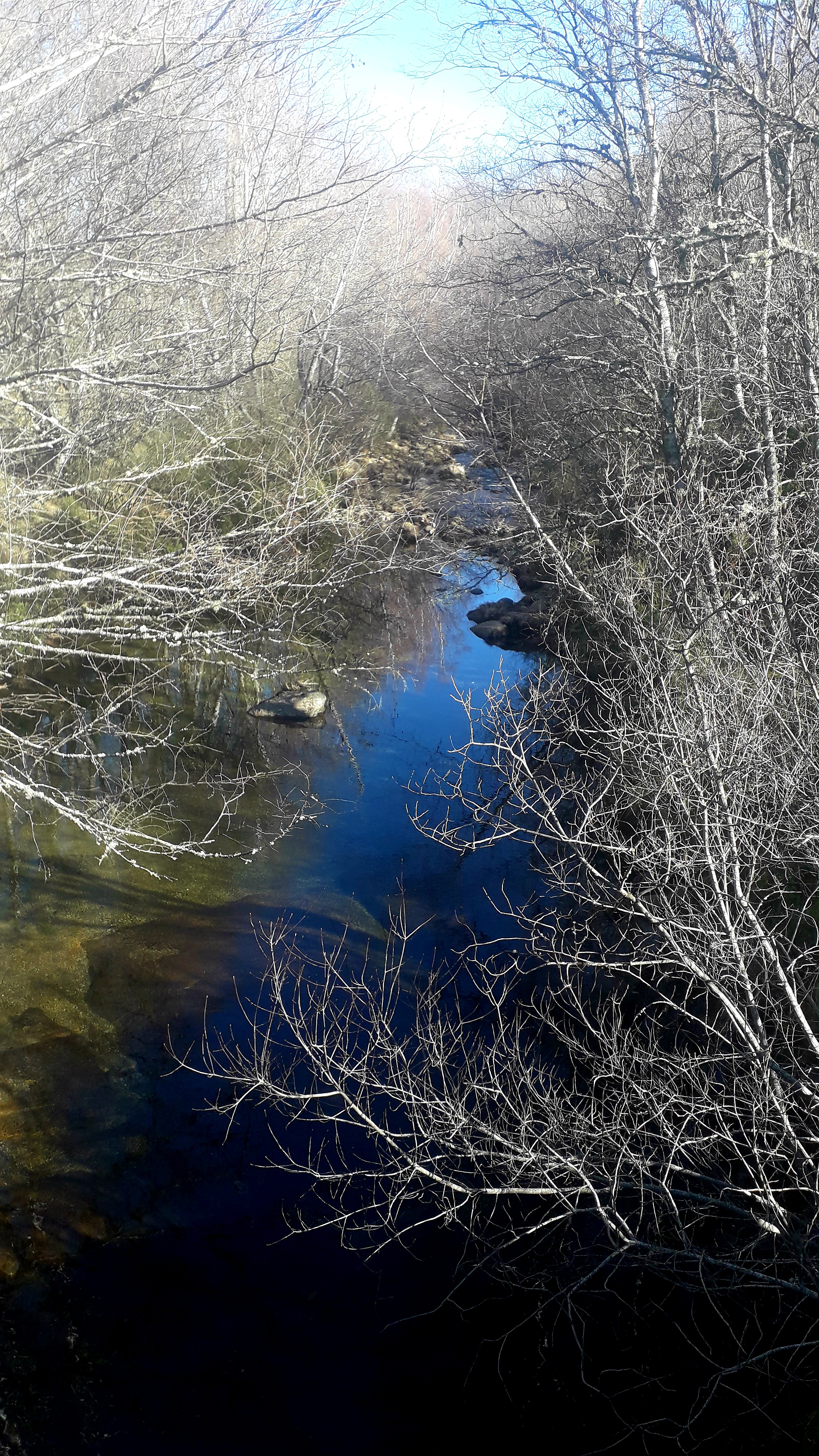
Río Requejo.
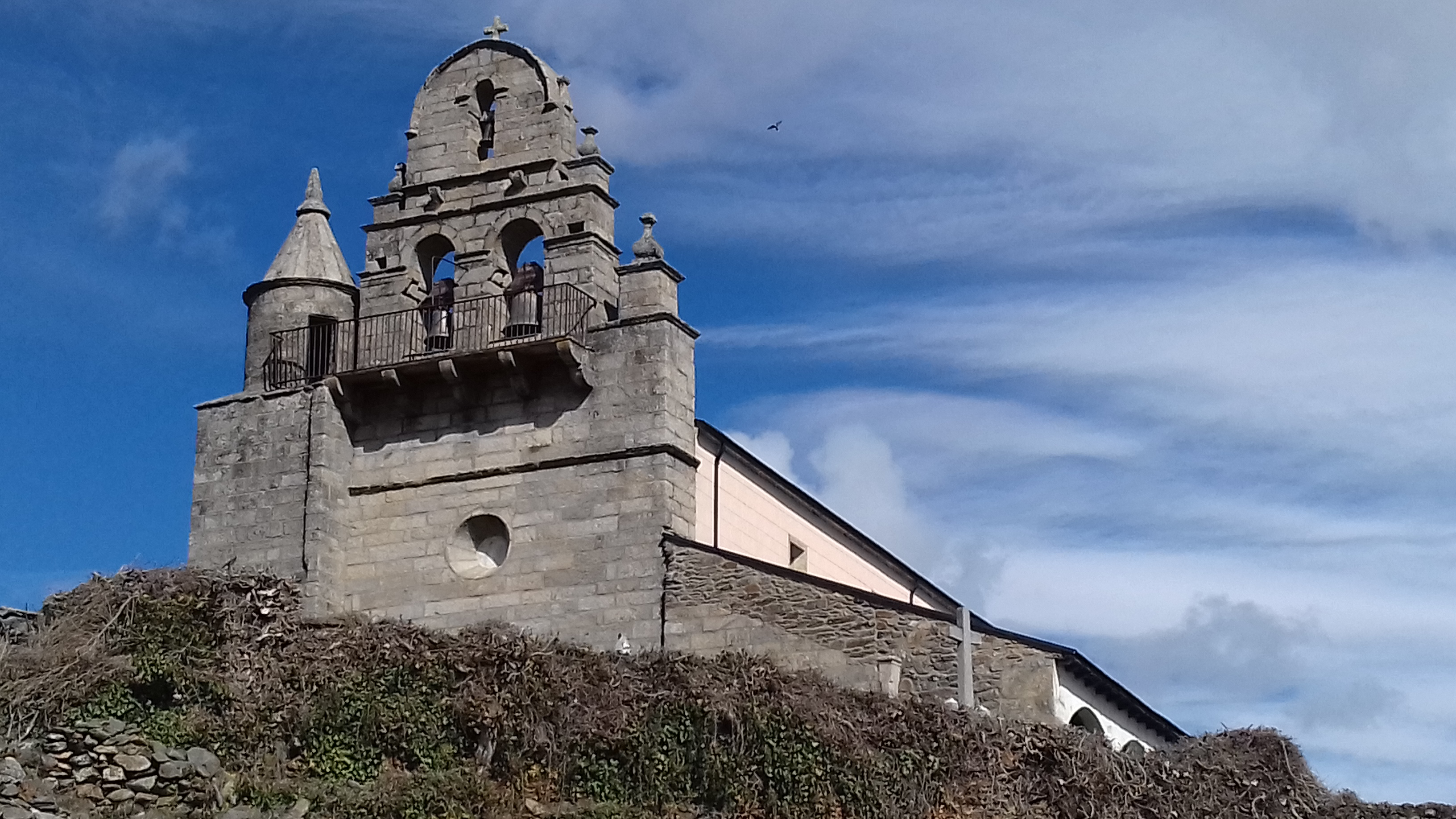
Iglesia.
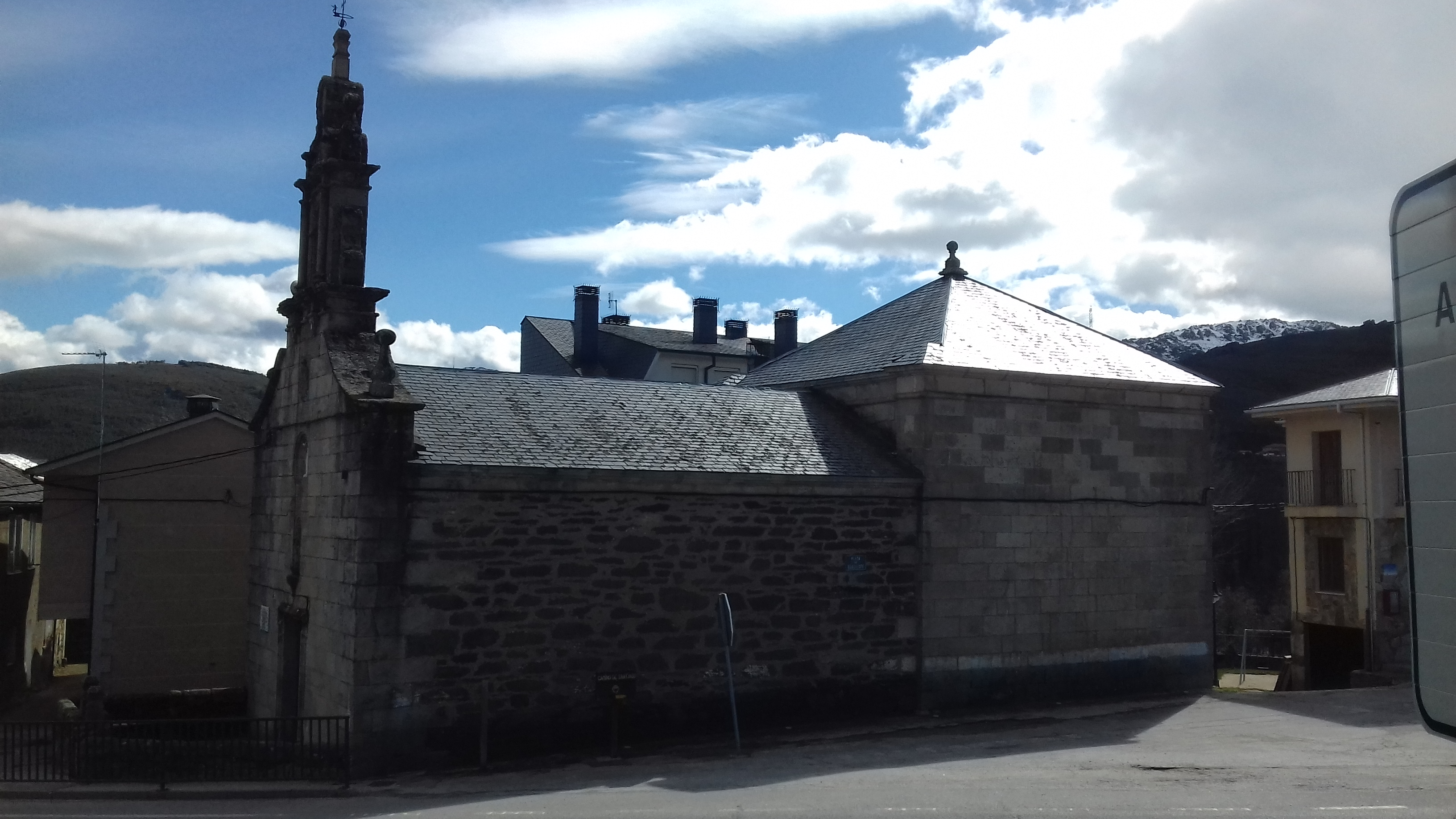
Ermita de la Virgen de Guadalupe.